# Mátrix-hajsza
A Mátrix-hajsza, eredeti címén; Matrix Quest a Marvel Comics által kiadott G1-es Transformers képregényében 1990-ben megjelent ötrészes történet összefoglaló neve melynek részei a képregény 62. számától a 66. számáig bezárólag jelentek meg. A történet írója Simon Furman, rajzolói Geoff Senior, José Delbo. Az egyes részek egy-egy klasszikus filmen vagy könyvön alapulnak és azok hangulatát idézik fel. A történeteket tartalmazó kiadványok borítóján külön feltűnt a Mátrix-hajsza embléma, de ennek ellenére a történetfolyam szerves része volt és nem különálló történet.
A történet Magyarországon a Transformers 18., 19. és 20 számában jelent meg 1994-ben.

## Előzmények
A Mátrix-hajsza akkor vette kezdetét mikor Prímusz, a Transzformerek alvó istene a Kibertron szívében egy pillanatra felébredt, ezzel felhívva magára ősi ellensége, a bolygófaló Unikron figyelmét. Unikront csak az Autobotok szent Teremtő Mátrixa képes megállítani, ez azonban elveszett Optimusz Fővezér régi testével, mikor azt temetése alkalmával kilőtték a világűrbe. A Mátrix felkutatására több kis csapat indult útjára szerte a galaxisban.

## Cselekmény
|  | Alább a cselekmény részletei következnek! |

### Saskeselyű
Három Autobot, Fejmester, Éjvadász, Szirén és Tömlőfej a Pz-zazz bolygón kezdik a hajszát a Mátrix után. A Pz-zazz barátságtalan bolygó, ahol burjánzik a bűnözés és a korrupció. A hatalmat két bandavezér, Gutt és B’hadad tartja a kezében. A kutatás közben Éjvadász és Szirén egy bandaleszámolás közepébe csöppennek. A lövöldözés során halálos lövést kap egy vétlen járókelő is, aki halála előtt egy csomagot ad Szirénnek, melyen a bolygó sorsa múlhat. A titokzatos csomag egy madarat ábrázoló szobrot rejt. Egy különös nő, Miss Fatális arról mesél nekik, hogy a város közelében lévő hegyen van az Élet Forrása, ahol ha valaki megérint egy bizonyos tárgyat, minden betegségből felgyógyul. Az Autobotok arra gondolnak, hogy az Élet forrása talán épp a keresett Mátrix. Szirén kideríti, hogy a madár maga az Élet Forrása, amit elloptak a hegyről és aminek hatalmát a maffiavezérek és Miss Fatális is magának akar megszerezni. Szirén visszahelyezi a szobrot az oltárra, ahonnan ellopták és a belőle áradó energia elkezdi felgyógyítani a romlott bolygót. Mielőtt azonban örülhetnének az elért sikernek, az Álcavezér Mennydörgés és néhány harcosa hátba lövi a három Autobotot.
A történet a Humphrey Bogart főszereplésével készült, A máltai sólyom című filmet idézi. Humphrey Bogart egyik jellegzetes kalapos, cigarettás portréja meg is jelenik a képregényben egy utcai plakáton.

### Az űrbéli vadnyugat hősei
Gázoló, Közelharc és Sikátor a Cheyne bolygó vad pusztaságában keresik a Mátrixot, mikor arra lesznek figyelmesek, hogy néhány fegyveres egy gyereket vesz üldözőbe. Az Autobotok megmentik a gyereket a támadóktól. Hálából a gyerek szülei felajánlják, hogy vendégül látják őket a farmjukon. A földművesek elpanaszolják az Autobotoknak, hogy ők abban a reményben jöttek a Cheyene bolygóra, hogy békében élhessenek, de ehelyett a helyiek azzal vádolták meg őket, hogy gyilkosok és meg akarnak szabadulni tőlük. Közelharc egy különös lényre lesz figyelmes az ablakban, de mire odaérnek, senkit nem találnak. A gazda megnyugtatja őket, hogy biztosan csak egy sivatagi állat volt az. Másnap Gázló és Sikátor a földművelésben segédkeznek a farmer családnak, Közelharc pedig elkíséri egyiküket a városba. A városban felbukkan Mennydörgés is, aki szintén a Mátrixot keresi és katonáival rátámad Közelharcra, aki úgy tűnik, elfelejtette kik azok az Álcák és hogy mi az Mátrix. Mennydörgés megállapítja, hogy az Autobotnak átmosták az agyát, és mivel így nem lehet hasznára, otthagyja a városban és továbbindul. Kisvártatva Közelharc visszanyeri az emlékezetét és visszatérve a farmra fegyvert fog a farmerekre. Kiderül, hogy a barátságos farmerek valójában vrobiánok, vagyis agyvámpírok, akik áldozataikat lassan ölik meg. Az élet-halál harc során három Autobot kénytelen végezni támadóikkal.
A történet számos klasszikus western elemet tartalmaz. Eredeti címe, a Kings of the Wild Frontier utalás lehet az 1955-ös Davy Crockett, King of the Wild Frontier című amerikai western-filmre.

### Halálos szenvedély
Agyar, Duplafej és Zsebes a nagyrészt víz borította Pequod bolygón keresik a Mátrixot. Mikor az óceánon egy hajó maradványait vizsgálják Agyart megtámadja egy klud, egy óriási bálnaszerű lény. A támadás során Agyar elveszíti a bal lábát. Miután felépül, megszállottan kezd vadászni az őt megnyomorító szörnyre. Mikor Agyarnak végül sikerül becserkésznie a kludot és megcéloznia egy szigonnyal Mennydörgés és Álcái rátámadnak. A támadás oka, hogy Mennydörgés kiderítette, hogy a klud kapcsolatba került a Mátrixszal. Mialatt a harcba Duplafej és Zsebes is bekapcsolódik Mennydörgés szellemi kapcsolatba lép a lénnyel és megtudja, hogy az egy lezuhant űrkompon keresztül került kapcsolatba a Mátrix erejével. Mennydörgés visszahívja Álcáit és a VsQs hold felé veszik az irányt. Duplafej emlékezteti Agyart, hogy még mindig Autobot és az elsődleges feladata az élet védelme. Agyar végül megkíméli a klud életét és szabadon engedi.
A történet alapjául Herman Melville Moby Dick című regénye szolgált. A cselekmény színhelyéül szolgáló Pequod bolygó neve egyben a regényben szereplő bálnavadászhajó neve is. A történetben szereplő város, Gottlieb utalás lehet Carl Gottliebre, a Cápa című film forgatókönyvírójára.

### Sötét teremtmény
Optimusz Fővezér űrbe kilőtt koporsója a Cameron bolygó harmadik, VsQs holdján csapódik be. A burkolata felszakadt és egy idegen lény mászik be a halott Optimusz testébe és kapcsolatba kerül a Teremtő Mátrix erejével. Néhány kutató megközelíti a koporsót és az átalakult lény rájuk támad.
A holdon Űrdongó, Mogorva és Jazz kutatnak a Mátrix után egy elhagyott bázison. A létesítményben mintha háború dúlt volna és már csak az ott dolgozó kutatócsapat holttesteit találják. A három Autobotra hirtelen rátámad Mennydörgés és Álcai. Az egyik Álcát hirtelen elkapja egy, a sötétben megbúvó lény. Mennydörgés megérzi, hogy a lényt a Mátrix energiája táplálta és megpróbálja elvenni tőle azt. A harcban legyengült Autobotok megszerzik a Mátrixot és elindulnak űrhajójuk felé, de miután Mennydörgés végzett az ismeretlen lénnyel leszámol az Autobotokkal is. Az Autobotok hajóján visszatér a Bárkára és rátámad Optimuszra és harcosaira.
A történet a Bolygó neve: Halál című filmet idézi. A cselekmény helyszíne a Cameron bolygó harmadik holdja. Ez utalás James Cameronra a Bolygó neve: Halál rendezőjére, akinek ez a film harmadik jelentősebb munkája volt.

### A nagy robaj
Mennydörgés a Mátrix erejétől megerősödve pusztítani kezdi a Bárkán tartózkodó Autobotokat, Optimusz viszont nem meri kockáztatni, hogy a Mátrix megsérüljön. Mennydörgés felett végül teljesen átveszi a hatalmat a Mátrix megrontott ősi ereje és saját harcosait is gyilkolni kezdi. Optimus belátja, hogy Mennydörgést minden áron meg kell állítani, ezért harcba bocsátkozik vele. Mikor Mennydörgés a végső csapást akarja mérni Optimuszra, Éjvadász a Bárka hangárjában lévő egyik hajó szigonyával megcsáklyázza Mennydörgést és Tömlőfej kinyitja a hangárkaput. A vákuum kiszippantja a hajót és vele együtt Mennydörgést és a Mátrixot a mélyűrbe.
Az Autobotok így ugyan megmenekültek Mennydörgéstől, de a Mátrixot is újra elveszítették és nélküle kell szembenézniük a közeledő Unikronnal.